# Tangpyeongchae
Tangpyeongchae (hangul: 탕평채; hanja: 蕩平菜), também conhecida como salada de geléia de feijão mungo, é uma iguaria tradicional coreana que desfrutava de destaque na culinária da corte real coreana. Esta preparação é composta por uma combinação de ingredientes que incluem julienne de nokdumuk, broto de feijão mungo, erva-de-água, carne desfiada frita, pimentão vermelho picado e gim levemente grelhado.
O tangpyeongchae é cuidadosamente temperado com um molho especial elaborado com ganjang (molho de soja coreano), vinagre, açúcar, sementes de gergelim e óleo de gergelim. Este prato é especialmente apreciado durante o final da primavera e o verão, quando os ingredientes estão frescos e sua mistura resulta em um prato refrescante e saboroso, perfeito para os dias mais quentes. A riqueza de sabores e texturas torna o tangpyeongchae uma escolha popular na culinária coreana.